# حكومة إسرائيل الثانية
حكومة إسرائيل الثانية تشكلت خلال الكنيست الأولى. قام ديفيد بن غوريون بمحاولة لتشكيل حكومة أقلية تتألف من حزب ماباي المجتمعات السفارديمية والشرقية في 17 أكتوبر، لكن لم تتم الموافقة عليها من قبل الكنيست. بعد يومين طلب الرئيس حاييم وايزمان من زعيم الحزب التقدمي بنحاس روزن تشكيل الحكومة، ولكن بن غوريون هو الذي نجح في النهاية في 1 نوفمبر 1950.
كان هناك تعديل طفيف في مجلس الوزراء، حيث انتقل دافيد ريمز من وزارة النقل إلى التعليم، ليحل محل زلمان شازار (الذي تم استبعاده في الحكومة الجديدة)، وحل دوف يوسف محل ريمز كوزير للمواصلات، بينما حل بنحاس لافون محل يوسف في منصب وزير الزراعة، وتم تعيين يعقوب جيري ‏ وزيراً للتجارة والصناعة على الرغم من عدم عضويته في الكنيست. وكان هناك أيضًا نائب وزير جديد في وزارة النقل.

## التحالف
كان شركاء التحالف هم أنفسهم من كانوا في الحكومة الأولى: ماباي، والجبهة الدينية المتحدة، والحزب التقدمي ‏، والسفارديم والمجتمعات الشرقية، وقائمة الناصرة الديمقراطية .

## القائمة
| الحكومة الثانية |                    |                                                    |       |                                |
|                 | الشخص              | المنصب                                             | الحزب | الحزب                          |
| 1               | دافيد بن غوريون    | رئيس وزراء ووزارة الدفاع                           |       | الماباي                        |
| 2               | بنحاس لافون        | وزارة الزراعة                                      |       | الماباي                        |
| 3               | دافيد ريمز         | وزارة التربية والتعليم                             |       | الماباي                        |
| 4               | موشيه شاريت        | وزارة الخارجية                                     |       | الماباي                        |
| 5               | إليعازر كابلان     | وزارة المالية                                      |       | الماباي                        |
| 6               | حاييم موشيه شابيرا | وزارة استيعاب المهاجرين وزارة الداخلية وزارة الصحة |       | الجبهة الدينية المتحدة         |
| 7               | بنحاس روزن         | وزارة العدل                                        |       | Progressive Party ‏             |
| 8               | جولدا مائير        | وزارة العمل والامان الاجتماعي                      |       | ماباي                          |
| 9               | بخور شالوم شيطريت  | وزارة الشرطة                                       |       | المجتمعات السفارديمية والشرقية |
| 10              | يهودا لايب مايمون  | وزارة الخدمات الدينية                              |       | الجبهة الدينية المتحدة         |
| 11              | Ya'akov Geri       | وزارة الصناعة والتجارة                             |       | Not an MK                      |
| 12              | دوف يوسف           | وزارة النقل                                        |       | ماباي                          |
| 13              | اسحق مئير ليفين    | وزارة الرعاية                                      |       | الجبهة الدينية المتحدة         |
| 14              | رؤوفين شريف        | نائب وزير النقل                                    |       | ماباي                          |

## الاستقالة
استقالت الحكومة في 14 فبراير 1951 بعد أن رفض الكنيست مقترحات ديفيد ريمز بشأن تسجيل تلاميذ المدارس، وأجريت الانتخابات في 30 يوليو 1951.

## وصلات خارجية
- الكنيست 1: الحكومة الثانية موقع الكنيست